# Toujours seuls
Pour plus de détails, voir Fiche technique et Distribution.
Toujours seuls est un film français de Gérard Mordillat sorti en 1991.

## Synopsis
La famille Chevillard vit un peu à l'étroit dans un F3. Lorsque Rudi sort de prison, des meubles disparaissent petit à petit.

## Fiche technique
- Réalisation : Gérard Mordillat
- Scénario : Gérard Mordillat
- Décors : Jacques Bufnoir
- Costumes : Charlotte David
- Photographie : François Catonné
- Montage : Sophie Rouffio
- Son : William Flageollet
- Musique : Jean-Claude Petit
- Société de production : Partner's Productions
- Pays :  France
- Genre : comédie
- Durée : 96 minutes
- Date de sortie : 
  - France :  26 juin 1991

## Distribution
- Annie Girardot : Mme Chevillard
- Marius Colucci : Marius
- Yan Epstein : Hasard
- Claude Evrard : M. Chevillard
- Julie Jézéquel : Julie
- Christine Murillo : Christine
- Luc Thuillier : Rudi
- Charlotte Valandrey : Charlotte
- Zabou Breitman : Isabelle
- Philippe Caroit : Philippe
- Nathalie Courval : Mme Courval